# Laureles (Paraguay)
Laureles, Los Laureles o Los Laureles de Pilar es un distrito paraguayo del departamento de Ñeembucú. Con su pintoresco perfil de ciudad provinciana del siglo XIX, es la guardiana de las tradiciones ganaderas del departamento de Ñeembucú y es sitio de la realización anual de la gran Fiesta de la Tradición y el Folklore, celebrado con jineteadas, música y asado a la estaca.
Fue fundada en el año 1790 por el coronel Joaquín de Alós y Brú, quien fue gobernador del Paraguay entre los años 1787 y 1796. Se encuentra ubicada en las cercanías del río Paraná, al sur del departamento de Ñeembucú, a 318 km de Asunción (Paraguay). Se accede al distrito por la Ruta PY20.

## Historia
La comunidad de Los Laureles dista a pocos kilómetros del Cerrito saliendo del Departamento de Ñeembucú, pueblo fundado por los franciscanos. El gran atractivo de esta localidad es que todavía conserva casi intacto su estilo de plaza yere, con casas coloniales dispuestas alrededor de la gran plaza central y la iglesia, con corredores pegados unos a otros, formando largas y hermosas recovas. La iglesia de Laureles, que fue construida en el año 1791, es otra reliquia histórica. Laureles es una de las ciudades más antiguas del departamento de Ñeembucú.

## Geografía
Está situado hacia el sureste del departamento de Ñeembucú. Cuenta con 800 km² y una población de 3676 habitantes, con una densidad poblacional de 4,60 hab./km², con el 91,44 % de su población que se encuentra asentada en la zona rural.
Desde la perspectiva del aspecto físico el departamento de Ñeembucú presenta una característica topográfica con amplio predominio de zonas bajas y planas, este rasgo del territorio favorece la presencia de grandes esteros y pantanos.
En el límite con el departamento de Misiones, se encuentra ubicado el Refugio de Vida Silvestre Yabebyry, en el que pueden realizarse safaris y paseos. Además se encuentra a escasos kilómetros de laureles la laguna Tanimbú.
Limita al norte con Guazú Cuá, al sur con Cerrito y Villalbín, al este con el departamento de Misiones, y al oeste con Desmochados y la capital departamental. El distrito de Los Laureles está rodeado de esterales como Ñeembucú, Cenizales, Pikyry y el estero Pirá Guazú.

## Clima
Tiene un clima subtropical y húmedo, con una precipitación media anual de 1350 mm y una temperatura media 23,2 °C. En los últimos años se registraron un promedio de dos heladas por temporada. Los meses de menor cantidad de lluvia en la región son mayo, junio, julio y agosto, mientras que los meses más lluviosos son: enero, marzo, abril y octubre. El verano es muy cálido y húmedo, soportándose fuertes temperaturas de hasta 45 °C.

## Demografía
Desde la perspectiva de la evolución de la población, un rápido estudio de lo ocurrido en las últimas décadas permite detectar un fuerte flujo migratorio, sobre todo en dirección a la Argentina. Lo que ha favorecido su crecimiento demográfico negativo es la cercanía del departamento con la provincia de Corrientes, Argentina.
La tasa de crecimiento poblacional ha sufrido grandes disminuciones, debido a la gran migración existente en toda la región, y se observa claramente en la tasa poblacional. Su población es mayoritariamente rural, y con una ligera predominancia de varones. De acuerdo a datos emitidos del Censo Nacional de Población y Vivienda realizada, el distrito de Laureles cuenta con una tasa de crecimiento poblacional negativo del –0,4 %. La población se encuentra asentada en la zona rural.

## Economía

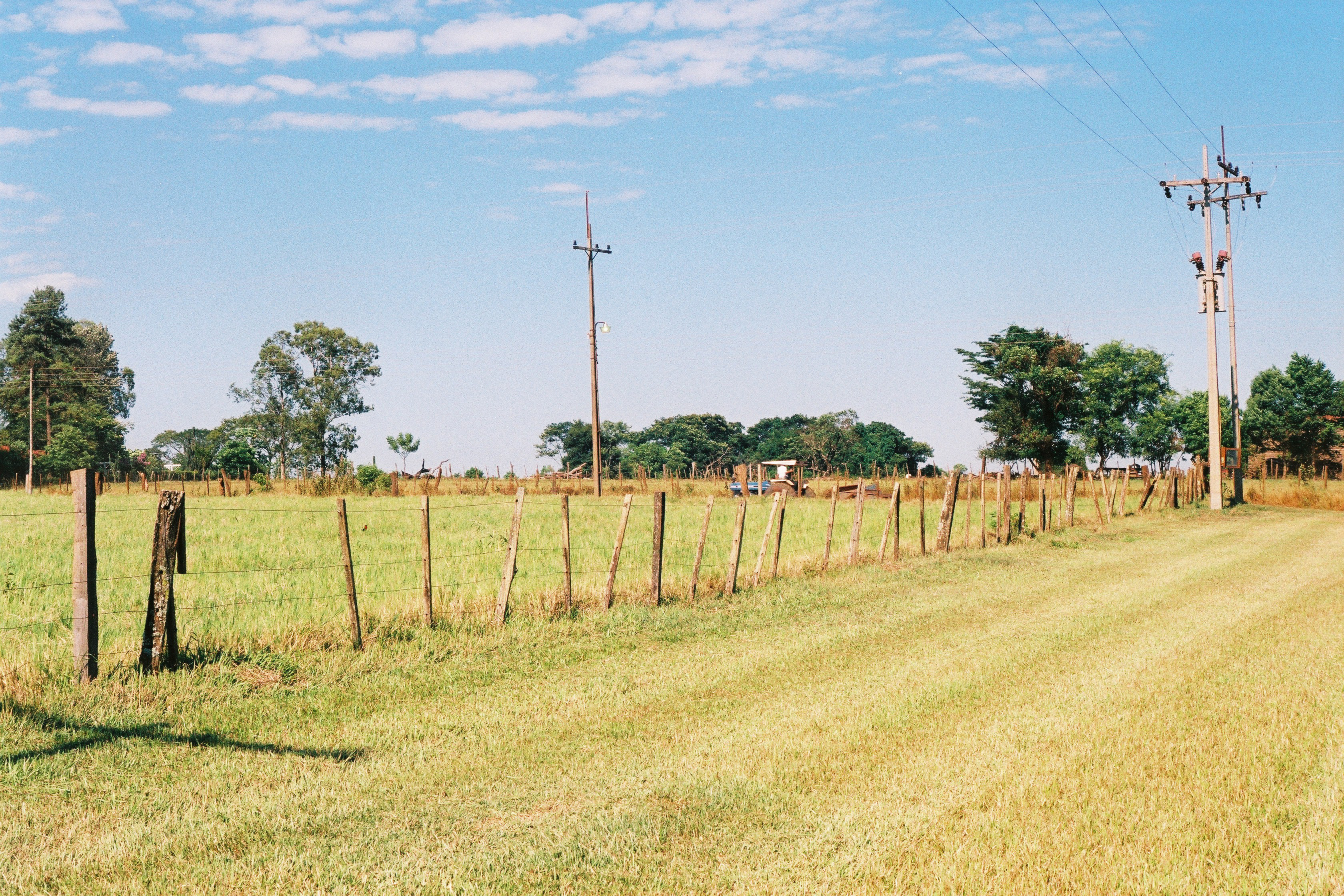
Distrito Laureles.

Los Laureles es una zona muy especial, ya que se encuentra rodeado de esterales, así como el estero Ñeembucú, el estero Cenizales, el estero Pikyry, y el estero Pira Guazú. La actividad económica principal es la explotación agroganadera y la mayoría de los productores se dedícan a la cría de ganado bovino, como una actividad principal. También cuentan con cultivos de otros productos como maíz, algodón, mandioca y caña de azúcar. En sus campos existen una gran variedad de aves.

## Cultura
Festeja el tercer viernes de enero hasta el domingo la “Fiesta de la Tradición y Folklore", que es recordada en todo el Departamento de Ñeembucú. Durante esos días sus habitantes compiten en destreza en las tareas rurales, destacándose las habilidades ecuestres, hípicas y los juegos tradicionales como la carrerapé, las corridas de sortijas y de cueros, que tienen lugar en la plazoleta central de laureles Además en octubre se recuerda la festividad de la virgen del rosario.